# Groupement des écoles d'aéronautique
De Groupement des écoles d'aéronautique (GEA of GEA France) (Nederlands: Groepering van de luchtvaartscholen) omvat drie Franse technische universiteiten gericht op lucht- en ruimtevaart.
De drie deelnemende instituten zijn:
- École nationale de l'aviation civile;
- École nationale supérieure de mécanique et d'aérotechnique;
- Institut supérieur de l'aéronautique et de l'espace.